# Kraft Heinz
A Kraft Heinz Company é uma multinacional norte-americana de alimentos sediada em Chicago, Illinois, que é atualmente a 5ª maior empresa de alimentos e bebidas do mundo, resultante da fusão da Kraft Foods com Heinz. Realizada em 2015, a união foi apoiada pelas empresas 3G Capital e Berkshire Hathaway, que investiram US$ 10 bilhões no negócio,[carece de fontes?] tornando a Kraft Heinz Company, além de uma das maiores empresas do setor de alimentos do mundo, a terceira maior nos Estados Unidos. Atualmente a Kraft Heinz conta com Miguel Patricio como CEO.
Com presença em todo o mundo, a Kraft Heinz conta com mais de 200 marcas, entre elas as gigantes Heinz, Oscar Meyer, Kraft, Philadelphia, Kool-Aid e Jell-O.

## No Brasil
No Brasil a Kraft Heinz Company é detentora das marcas Kraft, Heinz, Hemmer e Quero, e é líder nos segmentos de ketchup, molhos e vegetais.
A compra da Quero pela H.J. Heinz aconteceu em 2011, antes da fusão que criou a Kraft Heinz Company. Na época da aquisição a marca nacional era avaliada em um bilhão de reais e chamou a atenção da gigante americana por sua grande participação nos segmentos de molho de tomate, ervilhas, azeitonas, feijão pronto, ketchup e temperos, entre outros itens. Atualmente a marca conta com mais de 10 linhas de produtos, incluindo vegetais, condimentos, molhos e temperos.

## A fusão
The Kraft Heinz Company é o nome da sociedade resultante da fusão projectada de Kraft Foods com Heinz. A fusão foi apoiada pela 3G Capital e Berkshire Hathaway, que investiu US$ 10 bilhões no negócio, tornando a Kraft Heinz Company vale cerca de US$ 46 bilhões.
A fusão, aprovada pelos conselhos de ambas as empresas, requer a ratificação pelos acionistas das duas empresas e autoridades reguladoras. A empresa resultante torna-se a quinta maior empresa de alimentos e bebidas do mundo, e o terceiro maior nos Estados Unidos. A empresa tem duas sedes, entre Pittsburgh e Chicago, a respectiva sede de Heinz e Kraft.
Sob a proposta de fusão, os acionistas da Kraft receberiam 50% das ações da empresa combinada, além de 16,50 dólares de dividendo por ação. A revista Fortune relata que o crescimento lento para a Kraft no mercado dos Estados Unidos é devido aos consumidores voltarem-se para ingredientes naturais e orgânicos.
Alex Behring, sócio-diretor da 3G Capital é o presidente da nova empresa; Bernardo Hees, CEO de Heinz, continuará a ser o CEO da nova empresa; e John Cahill, CEO da Kraft, será o vice-presidente da nova empresa. A fusão não afetaria os direitos de nomeação a Heinz Field (atual Acrisure Stadium), a casa do Pittsburgh Steelers.
Em 2024, foi noticiada a saída da 3G Capital da empresa – apesar de fontes indicarem que a empresa já não possuía qualquer relação com a Kraft Heinz desde de 2022 –, permanecendo como majoritária a Berkshire Hathaway.